# Greatest Hits (Faster Pussycat)
Greatest Hits è un album raccolta della Sleaze/Glam metal band, Faster Pussycat, uscito nel 2000 per l'Etichetta discografica Rhino Records/Flashback Records.

## Tracce
1. Poison Ivy (Downe, Stacy) 4:25 (tratta dall'album Wake up when it's over)
2. Nonstop to Nowhere (Downe, Steele) 6:54  (tratta dall'album Whipped)
3. Cathouse (Downe) 3:45  (tratta dall'album Faste pussycat)
4. Slip of the Tongue (Downe) 4:33 (tratta dall'album Wake up when it's over)
5. Where There's a Whip There's a Way (Downe, Muscat, Steele) 6:46 (tratta dall'album Wake up when it's over)
6. Don't Change That Song (Downe, Steele) 3:37 (tratta dall'album Faste pussycat)
7. Bathroom Wall (Downe) 3:42 (tratta dall'album Faste pussycat)
8. Bottle in Front of Me (Downe, Muscat) 3:05 (tratta dall'album Faste pussycat)
9. You're So Vain (Simon) 4:11 (Carly Simon cover)  (tratta dal singolo House of pain e dall'album The best of)
10. House of Pain (Downe, Steele) 5:45  (tratta dall'album Wake up when it's over)

## Formazione
- Taime Downe - voce
- Brent Muscat - chitarra
- Greg Steele - chitarra
- Eric Stacy - basso
- Mark Michals - batteria
- Brett Bradshaw - batteria